# Хвостаті черв'яги
Хвостаті черв'яги (Rhinatrematidae) — родина земноводних ряду безногі земноводні. Має 2 роди та 9 видів.

## Опис
Загальна довжина представників цієї родини коливається від 16 до 33 см. Голова середнього розміру. Морда нагадує штикову лопату, загострена. Очі відносно великі, знаходяться близько до щупальців. Скроневі області на черепі частково відкриті. наділені подвійною кісткою, що зв'язує й приводить у рух верхню та нижню щелепи. Мають вторинні та третинні кільця. Хвіст доволі довгий, значно тягнеться поза клоакою. Ця особливість й надала назву усій родині.
Забарвлення спини та черева насичене, коливається від сірого до фіолетового кольору, у низки видів із жовтими смугами з боків.

## Спосіб життя
Полюбляють тропічні вологі ліси, гірську місцину із щільною лісовою підстилкою та гниючою рослинністю. зустрічаються на висоті до 2000 м над рівнем моря. Увесь проводять у землі, риючи ходи у ґрунті. Живляться різними безхребетними, що трапляються на шляху.
Самиці відкладають яйця на березі, а розвиток личинок відбувається у воді.

## Розповсюдження
Мешкають у північній частині Південної Америки: від Колумбії до Французької Гвіани й до Бразилії, а також до Перу.

## Класифікація
Родина включає 14 видів у трьох родах:
- Рід Amazops
  - Amazops amazops[1]
- Рід Epicrionops
  - Epicrionops bicolor
  - Epicrionops columbianus
  - Epicrionops lativittatus
  - Epicrionops marmoratus
  - Epicrionops parkeri
  - Epicrionops peruvianus
  - Epicrionops petersi
- Рід Rhinatrema
  - Rhinatrema bivittatum
  - Rhinatrema gilbertogili
  - Rhinatrema nigrum
  - Rhinatrema ron
  - Rhinatrema shiv[2]
  - Rhinatrema uaiuai